# مدرسة فلاشينغ الثانوية الدولية
مدرسة فلاشينغ الثانوية الدولية (Flushing International High School) هي مدرسة ثانوية حكومية بمدينة نيويورك افتُتحت في سبتمبر من عام 2004 في فلاشينغ، بنيويورك. ويأتيها الطلاب من 30 دولة مختلفة ويتحدثون أكثر من 20 لغة أصلية. وتُعتبر مدرسة فلاشينغ الدولية مدرسة للتمكين تقع في مدينة نيويورك في الحي رقم 25.

## معلومات تاريخية
إن مدرسة فلاشينغ الثانوية الدولية عضو في في شبكة المدارس الحكومية الدولية، وهي منظمة غير ربحية قد انبثقت من عمل مجموعة من المدارس الدولية الثانوية في مدينة نيويورك. وتقوم المنظمة حاليًا بدعم 12 مدرسة في نيويورك وكاليفورنيا. تقع المدرسة الثانوية الدولية الأولى في حرم كلية المجتمع في لاجورديا، وقد تم افتتاحها عام 1985 ثم أعقبها افتتاح مدرستين آخرين في التسعينيات. ومنذ عام 2001، تم افتتاح الشبكة وقامت بدعم 9 مدارس ثانوية أخرى بمساعدة مؤسسة بيل وميليندا جيتس. تخدم شبكة المدارس حوالي 4000 طالب سنويًا مهاجرين من 90 دولة. وتتمثل رسالة الشبكة في تقديم جودة التعليم للمهاجرين الذين وصلوا مؤخرًا من خلال تطوير المدارس الثانوية الصغيرة التي تستند في عملها لمنهج المدارس الدولية والربط بينها.

## وصلات خارجية
- School Website
- The Internationals Network for Public Schools Website نسخة محفوظة 28 يوليو 2009 على موقع واي باك مشين.